# Morane-Saulnier

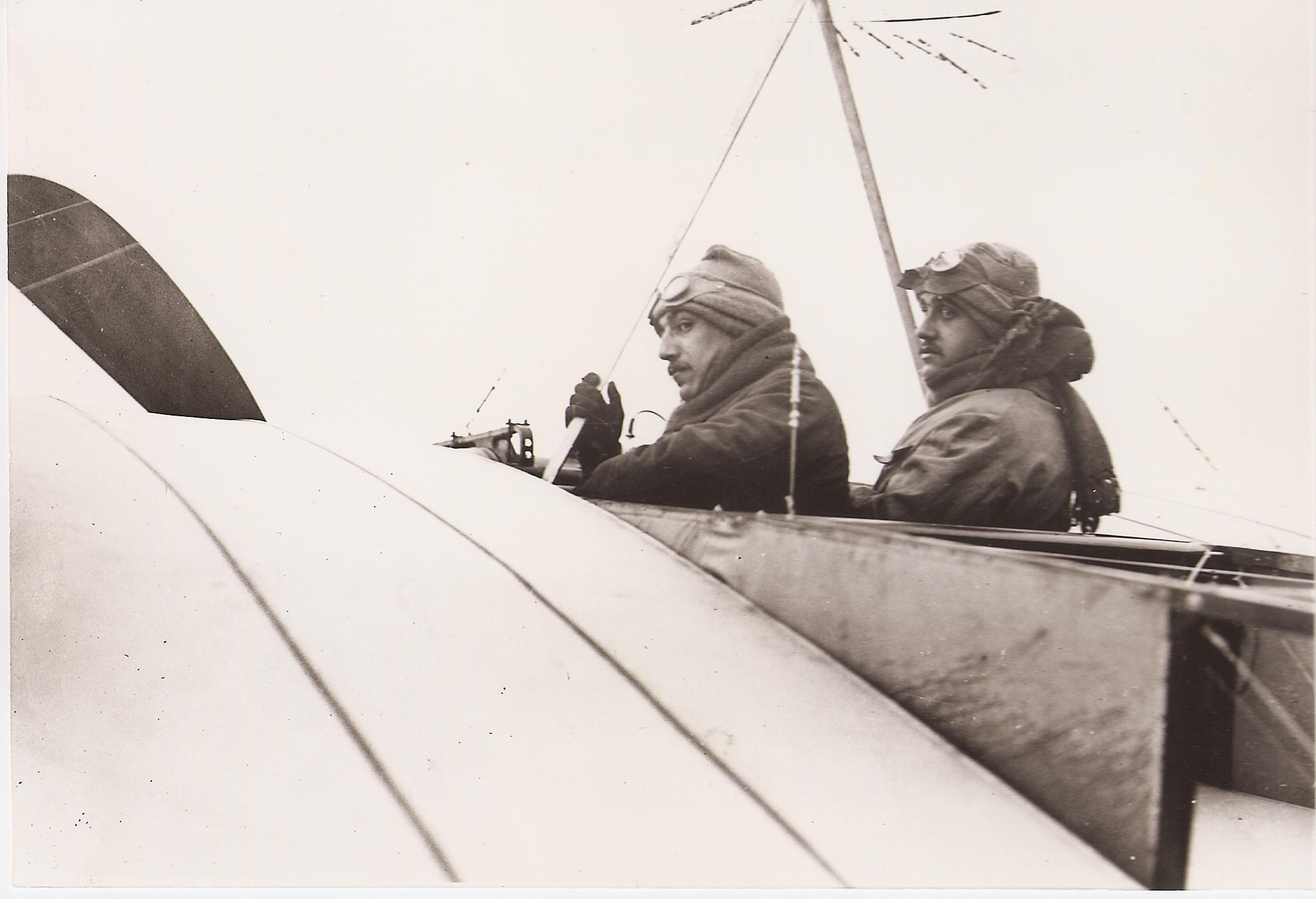
I fratelli Morane, Léon e Robert, fondatori con Raymond Saulnier dell'azienda

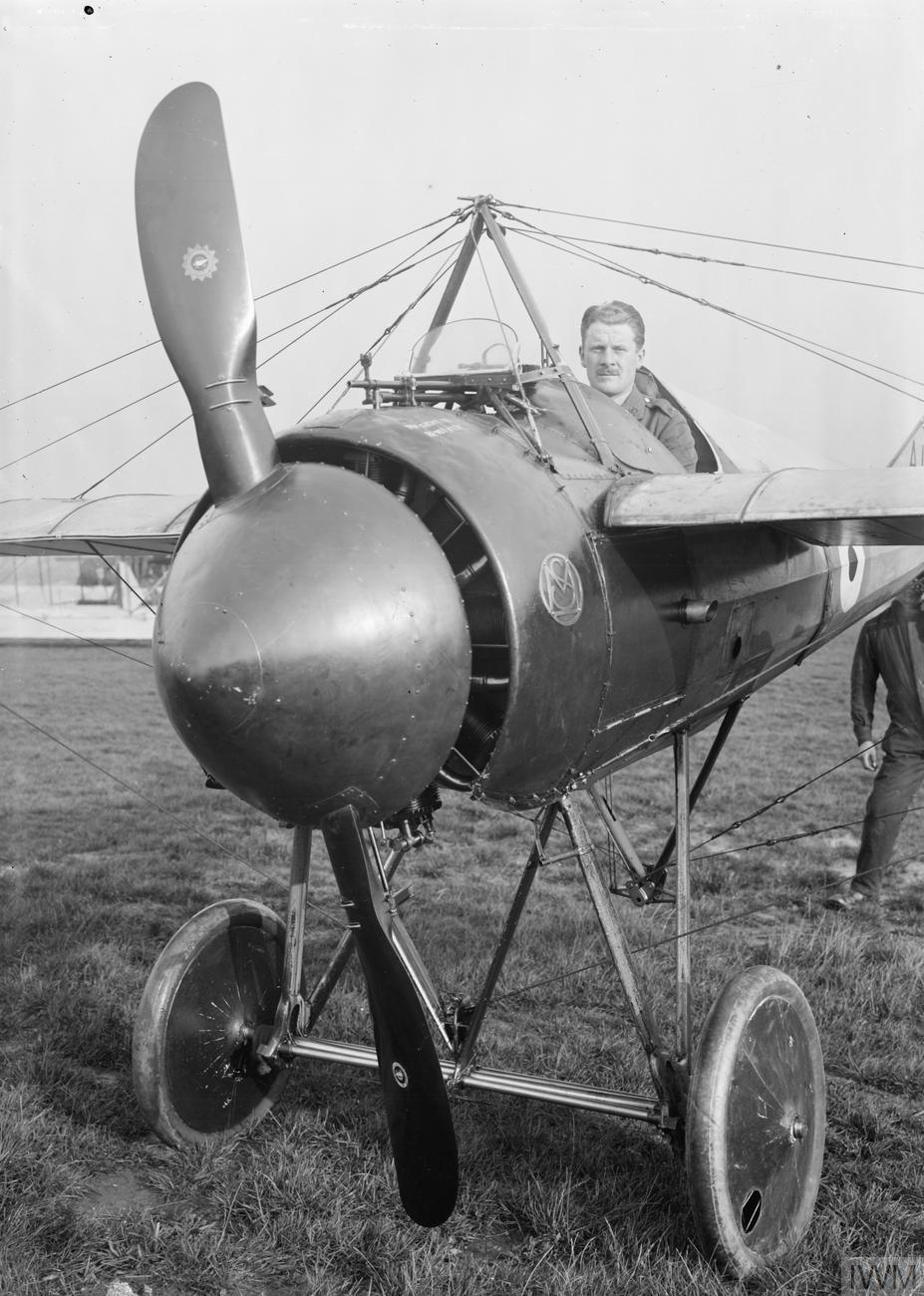
Morane-Saulnier Type N

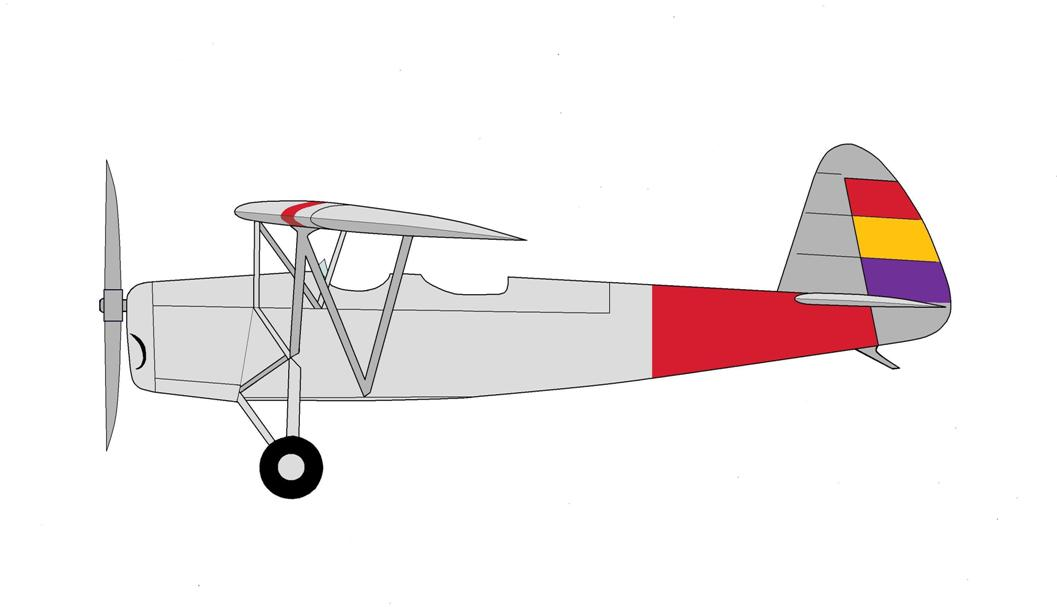
Morane-Saulnier MS.341

La Morane-Saulnier è stata un'azienda aeronautica francese fondata dai fratelli Robert e Léon Morane e Raymond Saulnier a Puteaux nel 1911.

## Storia
Nel 1910, Raymond Saulnier iniziò a lavorare per Louis Blériot, collaborando alla creazione del Blériot XI.
Nel frattempo, Léon Morane, che aveva da poco preso il brevetto di pilota, stabiliva un record mondiale di velocità aerea (il 16 luglio 1910)  passando alla storia come il primo uomo che aveva infranto la barriera dei 100 chilometri orari, durante la Grande Semaine d'aviation de la Champagne, tenutasi a Douai in luglio. Lo stesso anno, Léon Morane avrebbe stabilito anche il record di altitudine, superando i 2 680 metri a bordo di un aereo Blériot. Ancora nel 1910, sulla tratta Parigi-Clermont-Ferrand, l'aviatore rischiò la morte insieme al fratello Robert Morane (che era anche pilota di auto), mentre i due volavano per il Grand Prix Michelin, schiantandosi a terra poiché l'aereo non rispondeva ai comandi.
Nel 1911, per dissidi nati dalla collaborazione con Louis Blériot, Raymond Saulnier se ne andò dalla Blériot Aéronautique, prese il brevetto di pilota e, coinvolgendo Léon Morane, suo collega presso la Blériot, fondò la Società Morane-Saulnier. In seguito, ai due si sarebbe aggiunto il fratello di Léon, Robert.
La prima vittoria della Morane-Saulnier arriva nel 1912, quando, a Issy-les-Moulineaux, Georges Legagneux, con un Morane-Saulnier Type H, raggiunge i 5 450 metri di altitudine strappando a Roland Garros il record che quest'ultimo aveva conquistato a Houlgate su di un Blériot XI. Interpellato dalla Morane-Saulnier, Garros decide di passare alla giovane marca che ha i suoi uffici in boulevard Péreire a Parigi: acquista a proprie spese l'aereo di Legagneux e parte per Tunisi dove riconquista il proprio record, prima di un volo Tunisi-Roma nel dicembre 1912, che gli permetterà di diventare il primo uomo a volare senza scalo tra due continenti (Africa ed Europa).

Sempre nel 1912 la Morane-Saulnier presenta alla quarta Esposizione della locomozione aerea la linea di apparecchi di cui avrebbe fatto parte il famoso monoplano "Parasol" Morane-Saulnier Type L progettato da Saulnier, aereo nato come velivolo da ricognizione che, grazie ad alcuni accorgimenti tecnici come l'ala superiore rialzata, la protezione per l'elica del motore e l'eliminazione dell'ala inferiore che consentiva al pilota una maggiore visibilità, si sarebbero rivelati più tardi molto adatti in combattimento. Anche se, nel 1914, Raymond Saulnier deposita il brevetto di un dispositivo di sincronizzazione di tiro attraverso il campo dell'elica, non è questa l'idea vincente per gli aerei Morane-Saulnier, bensì il blindaggio dell'elica con "deflettori" di acciaio destinati a deviare i proiettili che avrebbero colpito l'elica in legno, sistema che sarà sperimentato da Roland Garros, montandolo sul proprio Morane-Saulnier Type L, e che gli procurerà tre vittorie in quindici giorni nell'aprile del 1915. Catturato Garros e impadronitisi dell'aereo, i tedeschi applicarono lo stesso sistema sul monoplano Fokker E.I. Eppure, le autorità militari francesi non adottarono il sistema per gli aerei da guerra, ed esso fu montato solo su qualche Morane-Saulnier Type N, dai Britannici (che ribattezzarono l'aereo Bullet per la forma della protezione dell'elica) e dai Russi. 

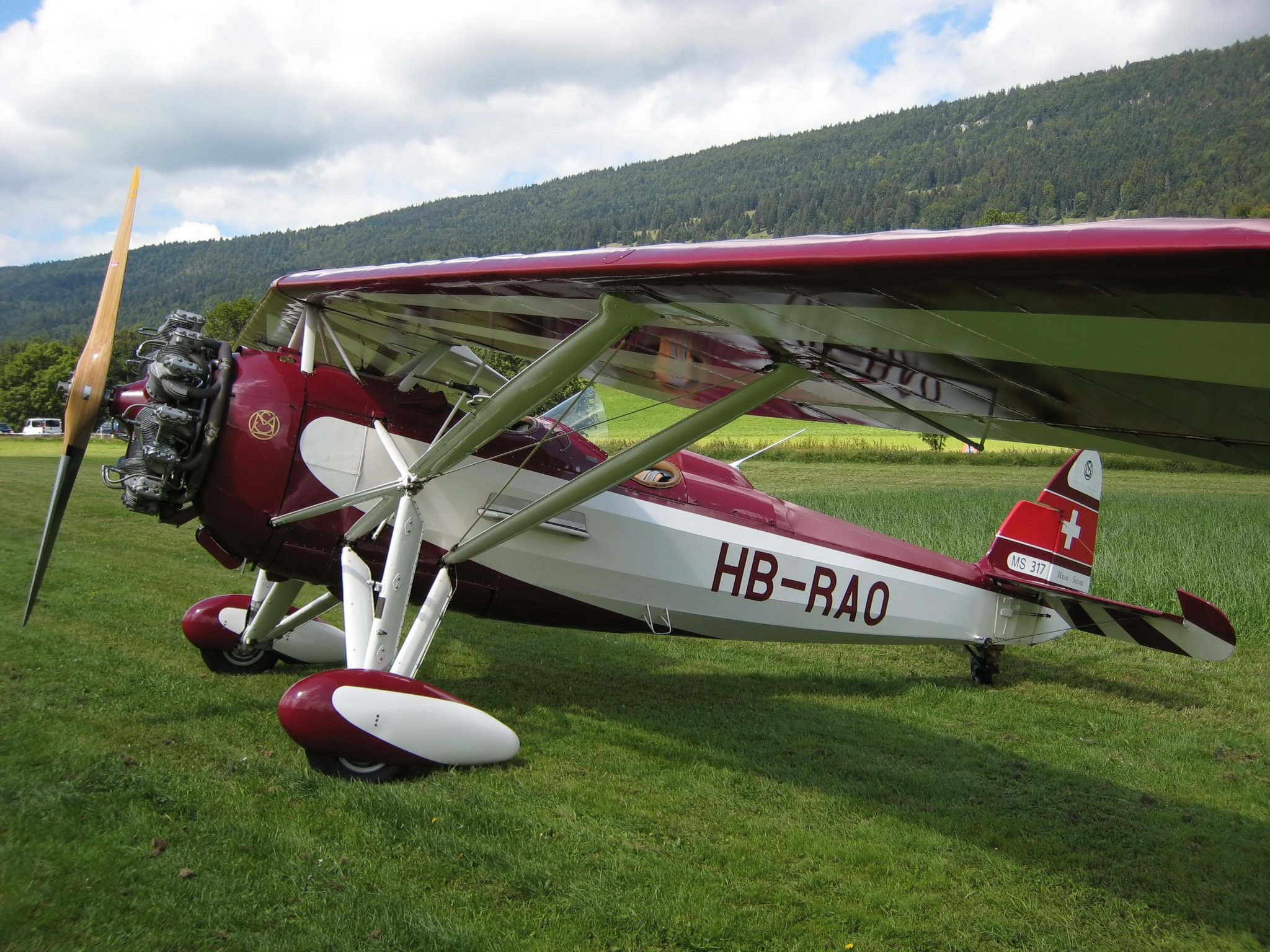
Morane-Saulnier MS.317

 Nel 1918 Léon Morane morì di influenza spagnola.
Durante la seconda guerra mondiale, la Morane-Saulnier produsse per l'esercito francese i Morane-Saulnier MS.406, che avevano diverse innovazioni, tra le quali il carrello retrattile e che erano un'evoluzione del caccia Morane-Saulnier MS 405. In seguito la fabbrica fu costretta a lavorare per gli occupanti tedeschi, producendo aerei, tra i quali il Fieseler Fi 156. Dopo la Liberazione la fabbricazione di questi apparecchi molto agili proseguì a beneficio dell'esercito francese, e l'aereo, maneggevole, dal decollo corto e dal buon campo visivo, fu ribattezzato Morane-Saulnier MS.500 Criquet; montava un motore diverso (il radiale Salmson invece del motore Argus) e fu usato nella guerra d'Indocina e in quella d'Algeria.
Durante gli anni cinquanta, la società realizza il bireattore quattro posti Morane-Saulnier MS.760 Paris, sotto la direzione dell'ingegnere Paul-René Gauthier, creatore anche del caccia MS 4061 oltre al velivolo MS 800 Morane-Saulnier Rallye il cui prototipo fa il suo primo volo il 10 giugno 1959.
La Morane-Saulnier diventa una filiale di Sud Aviation il 20 maggio 1965 e nel 1966 cede il posto a SOCATA.
Nel dicembre 2011 l'allora ministro della cultura e della comunicazione Frédéric Mitterrand inserì nel patrimonio culturale francese classificandoli monumenti storici cinque aerei Morane-Saulnier (Morane-Saulnier Type AI – Morane-Saulnier MS.185 Avionnette – Morane-Saulnier MS.341 – Morane-Saulnier MS.230 – Morane-Saulnier MS.500) ancora esistenti, parte della collezione dell'Amicale Jean-Baptiste Salis, associazione che si occupa di preservare il patrimonio storico aeronautico francese con sede presso l'aeroporto di La Ferté-Alais, a Cerny..

## Aerei
elenco di alcuni aerei prodotti dalla Morane-Saulnier
- 1913 - Morane-Saulnier Type L
- 1914 - Morane-Saulnier Type N
- 1929 - Morane-Saulnier MS.230
- 1933 - Morane-Saulnier MS.225
- 1938 - Morane-Saulnier MS.406
- 1944 - Morane-Saulnier MS.500
- 1948 - Morane-Saulnier MS.505
- 1951 - Morane-Saulnier MS.733 Alcyon
- 1953 - Morane-Saulnier MS.755 Fleuret
- 1954 - Morane-Saulnier MS.760 Paris
- 1958 - Morane-Saulnier MS.1500
- 1959 - Morane-Saulnier Rallye
- 1960 - Morane-Saulnier MS.317